# جانشین (فیلم ۲۰۰۳)
جانشین یا وارث (به هندی: Janasheen) فیلمی هندی محصول سال ۲۰۰۳ و به کارگردانی فیروز خان است. در این فیلم بازیگرانی همچون فردین خان، سلینا جایتلی، فیروز خان، هارش چاهایا، کاشمیرا شاه، جانی لور و آرچانا پوران سینگ ایفای نقش کرده‌اند.